# Guelfi Firenze 2019
Questa voce raccoglie le informazioni riguardanti i Guelfi Firenze nelle competizioni ufficiali della stagione 2019.

## Roster
| Roster dei Guelfi Firenze (2019) |
| --- |
| Quarterback - 7 Lynx Hawthorne QB/WR - 25 Andrea Giachin Running Back - 2 Silas Nacita RB/QB/WR - 28 Aderio Andrade - 42 Quelly Sousa Wide Receiver - 1 Dayan Almeida Cabrera - 12 Damiano Vitti - 13 Alessio Frascatore - 15 Jacopo Bardini - 16 Niccolò de Vitis - 24 Marco Locatelli - 26 Paolo Corradossi - 32 Francesco Camorani - 45 Federico Carboni - 82 Pasquale Bandiera - 84 Mirko Nannucci - 88 Giacomo Bonanno Tight End - 17 Joao Vitor Evangelista Fernandes Offensive Linemen - 51 Marco Conti OG - 55 Gabriele Bontempi C - 65 Matteo Lodovichi OG - 69 Gianluca Santini OT - 71 Cosimo Landi C - 72 Vincenzo Ruotolo OG - 77 Riccardo Giachin OT - 78 Matteo Lelli OT Defensive Linemen - 8 Giorgio Tocco DE - 41 Gabriele Zini DE - 44 Niccolò Crifò DT - 48 Christian Cartenì DT - 50 Pietro Baiocco DE - 54 Niccolò Battaglini DE - 56 Lorenzo Chiusi DE/DT - 58 Ulrich Nguetsa DT - 66 Riccardo Bianchetto DT - 90 Riccardo Valentini DE - 94 Gianluigi Araujo DT - 98 Lorenzo Vannini DE - 99 Dario Boschi DE Linebacker - 3 Lorenzo Torelli OLB - 9 Edoardo Cammi MLB - 47 Christian Petrucci MLB - 52 Massimiliano Innocenti MLB - 89 Andrea Poglietelli OLB Defensive Back - 6 Steve Franco S - 11 Carlo Nardelli S - 20 Martin Marcacci S - 21 Andrea Costanzi S - 22 Lapo Porcinai CB - 23 Marco Fanni CB - 29 Andrea Fanni CB - 43 Manuel Masi CB Special Team |

## Campionato I Divisione 2019

### Stagione regolare
| Arbitri: | F. Mariotti Camossa I. Conti D. Vitale M. Americi D. Curatolo S. Mari... |

| |           | |
| Hawthorne 0':42" Q2 (TD) 6yd run Carboni 6':15" Q3 (TD) 13yd pass from Hawthorne Nacita 3':15" Q3 (TD) 35yd interception return Carboni Q3 (tpc) pass from Nacita 6':04" Q4 (TD) 16yd pass from Hawthorne F. Camorani Q4 (pat) | Marcatori | Malpeli Avalli 9':00" Q1 (TD) 56yd run M. Felli Q1 (pat) S. Alinovi 6':14" Q1 (TD) 59yd pass from D. Rossi M. Felli Q1 (pat) M. Felli 9':27" Q2 (FG) 38yd |

| Arbitri: | G. Marcuccetti R. Passalacqua I. Conti D. Vitale F. Mariotti S. Mari... M. Americi |

| |           | |
| Franco 3':08" Q1 (TD) 43yd pass from Nacita Q. Sousa Q1 (tpc) pass from Nacita 6':25" Q2 (TD) 33yd run F. Camorani Q2 (pat) G. Bonanno 0':32" Q2 (TD) 28yd pass from Nacita F. Camorani Q2 (pat) Nacita 6':41" Q4 (TD) 3yd run F. Camorani Q4 (pat) Nacita 5':33" Q4 (TD) 26yd run F. Camorani Q4 (pat) | Marcatori | T. Johnson 3':20" Q2 (TD) 8yd run M. Gentili 8':12" Q3 (TD) 1yd run T. Johnson Q3 (tpc) rush L. Melchiorre 1':47" Q4 (TD) 5yd pass from T. Johnson T. Johnson Q4 (tpc) rush |

| Arbitri: | A. Maghini M. Breglia P. Moglia R. Rettani A. Pagani G. Sanfelice R. Buran |

| |           | |
| F. Ferraris 1':58" Q2 (TD) 19yd pass from M. Wright jr. J. Caprioglio Q2 (pat) A. Ghio 5':52" Q3 (TD) 19yd run J. Caprioglio Q3 (pat) | Marcatori | Nacita 11':05" Q1 (TD) 2yd run Nacita Q1 (tpc) rush Carboni 7':45" Q1 (TD) 6yd pass from Hawthorne F. Camorani Q1 (pat) Nacita 8':04" Q3 (TD) 6yd run Hawthorne 4':25" Q3 (TD) 10yd run F. Camorani Q3 (pat) Nacita 1':45" Q3 (TD) 44yd run F. Camorani Q3 (pat) Nacita 6':41" Q4 (TD) 5yd run F. Camorani Q4 (pat) Q. Sousa 4':27" Q4 (TD) 1yd run F. Camorani Q4 (pat) |

| Arbitri: | G. Sabbatinelli A. Maghini I. Conti B. Jovanovic A. Visconti L. Ferracuti D. Vitale |

| |           | |
| Nacita 1':36" Q1 (TD) 7yd run Nacita 2':36" Q2 (TD) 1yd run Bonanno Q2 (tpc) pass from Nacita Bonanno 4':39" Q3 (TD) 20yd pass from Nacita F. Camorani Q3 (pat) Almeyda 0':14" Q4 (TD) 18yd pass from Nacita F. Camorani Q4 (pat) | Marcatori | Lamamra 10':03" Q1 (TD) 20yd pass from Zahradka di Tunisi Q1 (pat) Lamamra 5':29" Q1 (TD) 8yd pass from Zahradka di Tunisi Q1 (pat) di Tunisi 0':29" Q2 (TD) 8yd pass from Zahradka di Tunisi Q2 (pat) Bonaparte 0':00" Q3 (TD) 19yd run di Tunisi Q3 (pat) Bonaparte 0':00" Q4 (TD) 37yd pass from Zahradka |

| Arbitri: | Sala R. Buran Tomaz B. Jovanovic Zampedri A. Sartini A. Visconti |

| |           | |
| I. Silot Pajan 8':49" Q1 (TD) 16yd run D. Gahafer 0':13" Q1 (TD) 4yd run della Vecchia Q1 (pat) della Vecchia 5':03" Q2 (FG) 36yd Simone 0':16" Q3 (TD) 33yd pass from D. Gahafer Bemmo Pogo 7':23" Q4 (TD) 9yd pass from D. Gahafer della Vecchia Q4 (pat) Bonacci 2':54" Q4 (TD) 11yd pass from D. Gahafer della Vecchia Q4 (pat) | Marcatori | Carboni 9':44" Q1 (TD) 21yd pass from Hawthorne Nacita 7':07" Q3 (TD) 2yd run Nacita 2':40" Q3 (TD) 1yd run Carboni Q3 (pat) Nacita 8':46" Q4 (TD) 6yd run Carboni Q4 (pat) Nacita 2':30" Q4 (TD) 72yd pass from Hawthorne |

| Arbitri: | E. Smith F. Mariotti I. Conti A. Anania L. Ferracuti V. Vitelli D. Gilardi |

| |           | |
| J. Flanders 9':26" Q1 (TD) 25yd run P. Sargeni Q1 (pat) Cira 8':29" Q2 (TD) 3yd run P. Sargeni Q2 (pat) Cira 5':21" Q3 (TD) 9yd run P. Sargeni Q3 (pat) M. Berezan 1':53" Q4 (TD) 49yd pass from Scaglia P. Sargeni Q4 (pat) | Marcatori | Carboni 6':02" Q1 (TD) 10yd pass from Hawthorne F. Camorani Q1 (pat) Franco 0':53" Q1 (TD) 53yd pass from Hawthorne F. Camorani Q1 (pat) Nacita 7':50" Q2 (TD) 55yd pass from Hawthorne Q. Sousa 4':44" Q2 (TD) 15yd pass from Nacita Franco Q2 (tpc) pass from Nacita Carboni 0':41" Q3 (TD) 10yd pass from Nacita |

| Arbitri: | Zampedri U. di Bari E. di Battista E. Moselli Colombo B. Jovanovic L. Ferracuti |

|                                                                                                |           | |
| Soltana 2':10" Q2 (TD) 12yd pass from Hughes III 0':15" Q2 (TD) 3yd run C. Brancaccio Q2 (pat) | Marcatori | Nacita 9':09" Q1 (TD) 20yd run Nacita 4':10" Q1 (TD) 72yd run D. Vitti 0':03" Q1 (TD) 35yd pass frm Nacita 6':00" Q2 (TD) 69yd run Bonanno Q2 (tpc) pass from Hawthorne Nacita 11':50" Q4 (TD) 25yd pass from Hawthorne Carboni Q4 (tpc) pass from Hawthorne 8':40" Q4 (TD) 4yd run |

| Arbitri: | G. Sabbatinelli R. Buran P. Moglia A. Conti L. Ferracuti N. Pizzorno S. Mari... |

| |           | |
| Nacita 9':50" Q1 (TD) 8yd run F. Camorani Q1 (pat) Carboni 6':16" Q1 (TD) 18yd pass from Nacita Bonanno Q1 (tpc) pass from Nacita 11':37" Q2 (TD) 2yd run F. Camorani Q2 (pat) Nacita 2':25" Q2 (TD) 2yd run F. Camorani Q2 (pat) Nacita 2':20" Q3 (TD) 58yd run Nacita 4':10" Q4 (TD) 69yd run | Marcatori | Germany 3':15" Q1 (TD) 14yd run W. Testa Q1 (pat) W. Testa 4':16" Q2 (FG) 37yd Fimiani 1':41" Q4 (TD) 13yd run W. Testa Q4 (pat) |

### Playoff
| Arbitri: | S. d'Amato G. Marcuccetti I. Conti B. Jovanovic A. Visconti R. Rettani N. Pizzorno |

| |           | |
| Nacita 6':59" Q1 (TD) 2yd run F. Camorani Q1 (pat) F. Camorani 8':33" Q2 (FG) 29yd Nacita 0':08" Q2 (TD) 8yd run F. Camorani Q2 (pat) Nacita 4':15" Q3 (TD) 81yd run F. Camorani Q3 (pat) Sousa 2':15" Q3 (TD) 11yd pass from Hawthorne} F. Camorani Q3 (pat) | Marcatori | J. Salsa 0':00" Q3 (TD) 27yd pass from M. Wright jr. A. Brown 5':05" Q4 (TD) 3yd pass from M. Wright jr. T. Seck Q4 (tpc) pass from M. Wright jr. |

| Arbitri: | S. d'Amato R. Passalcqua I. Conti Colombo A. Pagani R. Rettani N. Janicijevic |

| |           | |
| della Vecchia 8':58" Q2 (FG) 31yd D. Gahafer 4':56" Q2 (TD) 36yd run della Vecchia Q2 (pat) Simone 2':27" Q3 (TD) 5yd pass from D. Gahafer Petrone 10':22" Q4 (TD) 6yd pass from D. Gahafer Bouah Q4 (tpc) rush Bonacci 3':20" Q4 (TD) 39yd pass from D. Gahafer Bouah Q4 (tpc) pass from D. Gahafer Bonacci 1':35" Q4 (TD) 11yd pass from D. Gahafer della Vecchia Q4 (pat) | Marcatori | G. Bonanno 9':20" Q1 (TD) 37yd pass from Nacita Q1 (tpc) rush Hawthorne 8':06" Q2 (TD) 53yd pass from Nacita F. Camorani Q2 (pat) Nacita 3':48" Q2 (TD) 72yd run F. Camorani Q2 (pat) Nacita 5':21" Q3 (TD) 34yd run R. Stowers 0':36" Q3 (TD) 10yd pass from Nacita F. Camorani Q3 (pat) Nacita 3':45" Q4 (TD) 12yd run F. Camorani Q4 (pat) |

| Arbitri: | G. Marcuccetti Breglia Tomaz Garlaschi Zampedri Visconti Ferracuti |

| |           | |
| Santagostino 8':49" Q1 (TD) 7yd pass from Zahradka di Tunisi Q1 (pat) Raffaele 3':13" Q1 (TD) 1yd run di Tunisi Q1 (pat) di Tunisi 11':58" Q2 (FG) 26yd Raffaele 5':52" Q2 (TD) 2yd run di Tunisi Q2 (pat) di Tunisi 0':00" Q2 (FG) 26yd Bonaparte 6':28" Q3 (TD) 32yd run di Tunisi Q3 (pat) Mitchell 1':52" Q3 (TD) 20yd pass from Zahradka di Tunisi Q3 (pat) F. Fiammenghi 9':51" Q4 (TD) 30yd pass from Zahradka di Tunisi Q4 (pat) Mitchell 3':26" Q4 (TD) 7yd pass from Zahradka di Tunisi Q4 (pat) M. Aletti 0':59" Q4 (TD) 53yd fumble recovery di Tunisi Q4 (pat) | Marcatori | Nacita 5':54" Q1 (TD) 8yd run Franco 2':25" Q1 (TD) 60yd pass from Nacita Q1 (tpc) rush Nacita 3':06" Q2 (TD) 3yd run F. Camorani Q2 (pat) Nacita 3':21" Q3 (TD) 26yd run F. Camorani Q3 (pat) |

## Statistiche di squadra
| Competizione                   | %Vittorie | In casa | In casa | In casa | In casa | In casa | In casa | In trasferta | In trasferta | In trasferta | In trasferta | In trasferta | In trasferta | Totale | Totale | Totale | Totale | Totale | Totale |
| Competizione                   | %Vittorie | G       | V       | N       | P       | Pf      | Ps      | G            | V            | N            | P            | Pf           | Ps           | G      | V      | N      | P      | Pf     | Ps     |
| ------------------------------ | --------- | ------- | ------- | ------- | ------- | ------- | ------- | ------------ | ------------ | ------------ | ------------ | ------------ | ------------ | ------ | ------ | ------ | ------ | ------ | ------ |
| Campionato (stagione regolare) | .750      | 4       | 3       | 0       | 1       | 132     | 90      | 4            | 3            | 0            | 1            | 155          | 91           | 8      | 6      | 0      | 2      | 287    | 181    |
| Playoff                        | .667      | 2       | 1       | 0       | 1       | 59      | 76      | 1            | 1            | 0            | 0            | 42           | 39           | 2      | 2      | 0      | 1      | 101    | 115    |
| Totale                         | .727      | 6       | 4       | 0       | 2       | 191     | 166     | 5            | 4            | 0            | 1            | 197          | 127          | 11     | 8      | 0      | 3      | 388    | 293    |

## Statistiche personali

### Marcatori
| Giocatore   | Ruolo | TD rush | TD recv | TD int | TD p.ret | TD k.ret | TD oth | Xp1   | Xp2 | FG  | Saf | Totale |
| ----------- | ----- | ------- | ------- | ------ | -------- | -------- | ------ | ----- | --- | --- | --- | ------ |
| Nacita      |       | 20+9    | 4+0     | 1+0    | 0+0      | 0+0      | 0+0    | 0+0   | 1+2 | 0+0 | 0+0 | 210    |
| Carboni     |       | 0       | 6       | 0      | 0        | 0        | 0      | 0     | 4   | 0   | 0   | 42     |
| F. Camorani |       | 0+0     | 0+0     | 0+0    | 0+0      | 0+0      | 0+0    | 17+10 | 0+0 | 0+1 | 0+0 | 30     |
| G. Bonanno  |       | 0+0     | 2+1     | 0+0    | 0+0      | 0+0      | 0+0    | 0+0   | 3+0 | 0+0 | 0+0 | 24     |
| Hawthorne   |       | 3+0     | 0+1     | 0+0    | 0+0      | 0+0      | 0+0    | 0+0   | 0+0 | 0+0 | 0+0 | 24     |
| Franco      |       | 0+0     | 2+1     | 0+0    | 0+0      | 0+0      | 0+0    | 0+0   | 1+0 | 0+0 | 0+0 | 20     |
| Sousa       |       | 1+0     | 1+1     | 0+0    | 0+0      | 0+0      | 0+0    | 0+0   | 1+0 | 0+0 | 0+0 | 20     |
| Almeida     |       | 0       | 1       | 0      | 0        | 0        | 0      | 0     | 0   | 0   | 0   | 6      |
| R. Stowers  |       | 0+0     | 0+1     | 0+0    | 0+0      | 0+0      | 0+0    | 0+0   | 0+0 | 0+0 | 0+0 | 6      |
| D. Vitti    |       | 0       | 1       | 0      | 0        | 0        | 0      | 0     | 0   | 0   | 0   | 6      |

### Passer rating
| Giocatore   | G   | Att    | Comp  | Int | Yds     | TD  | NFL   | NCAA    |
| ----------- | --- | ------ | ----- | --- | ------- | --- | ----- | ------- |
| Hawthorne   | 8+3 | 119+13 | 64+7  | 4+1 | 1060+79 | 9+1 | 92,33 | 143,69  |
| Nacita      | 8+3 | 70+69  | 31+37 | 1+2 | 534+468 | 8+4 | 92,67 | 133,65  |
| Franco      | 0+1 | 0+1    | 0+0   | 0+1 | 0+0     | 0+0 | 0,00  | -200,00 |
| M. Vannucci | 2   | 0      | 0     | 0   | 0       | 0   |       |         |